# نبيتة

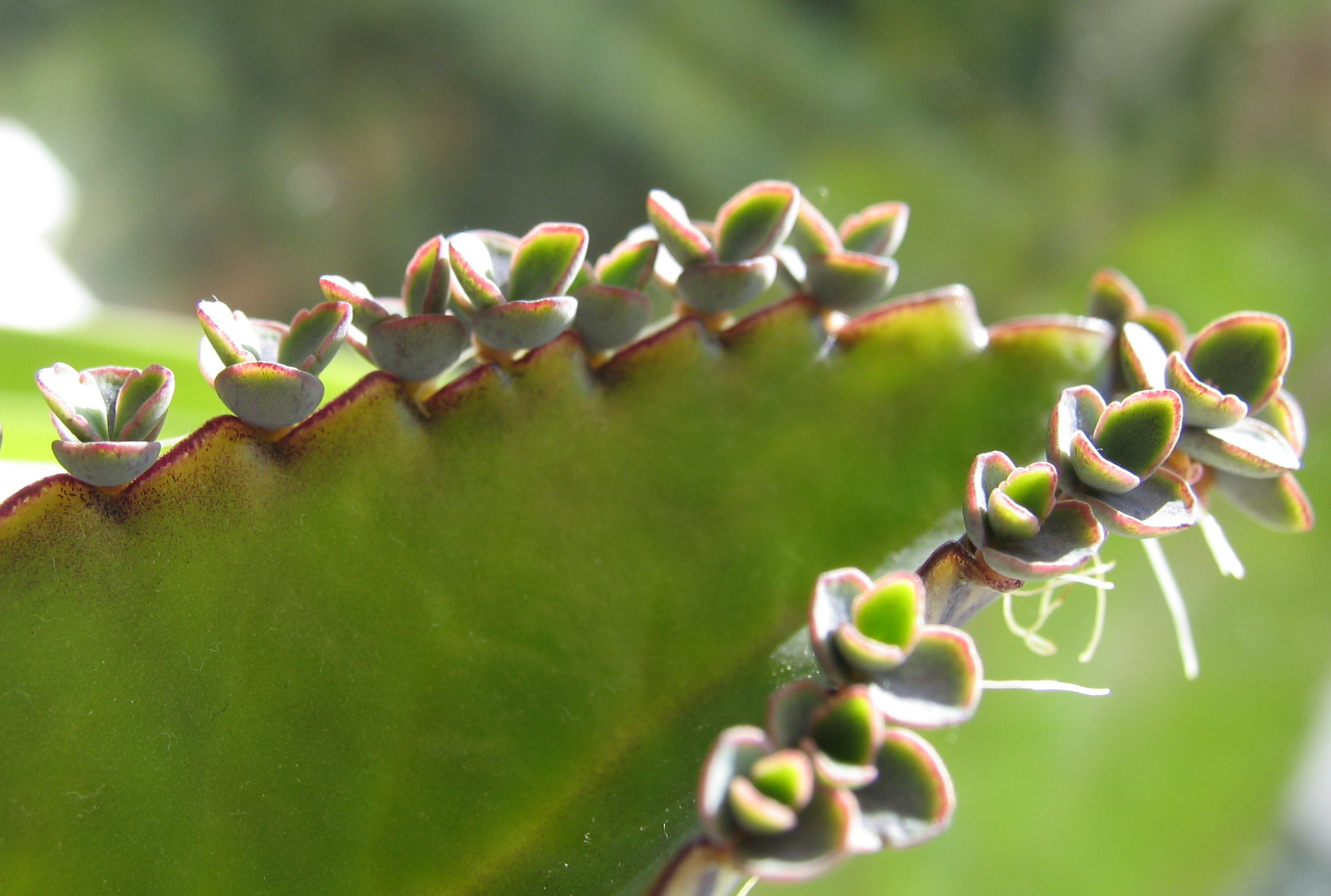
طحلبية القبعة المكسيكية مع نبيتات على إحدى الأوراق

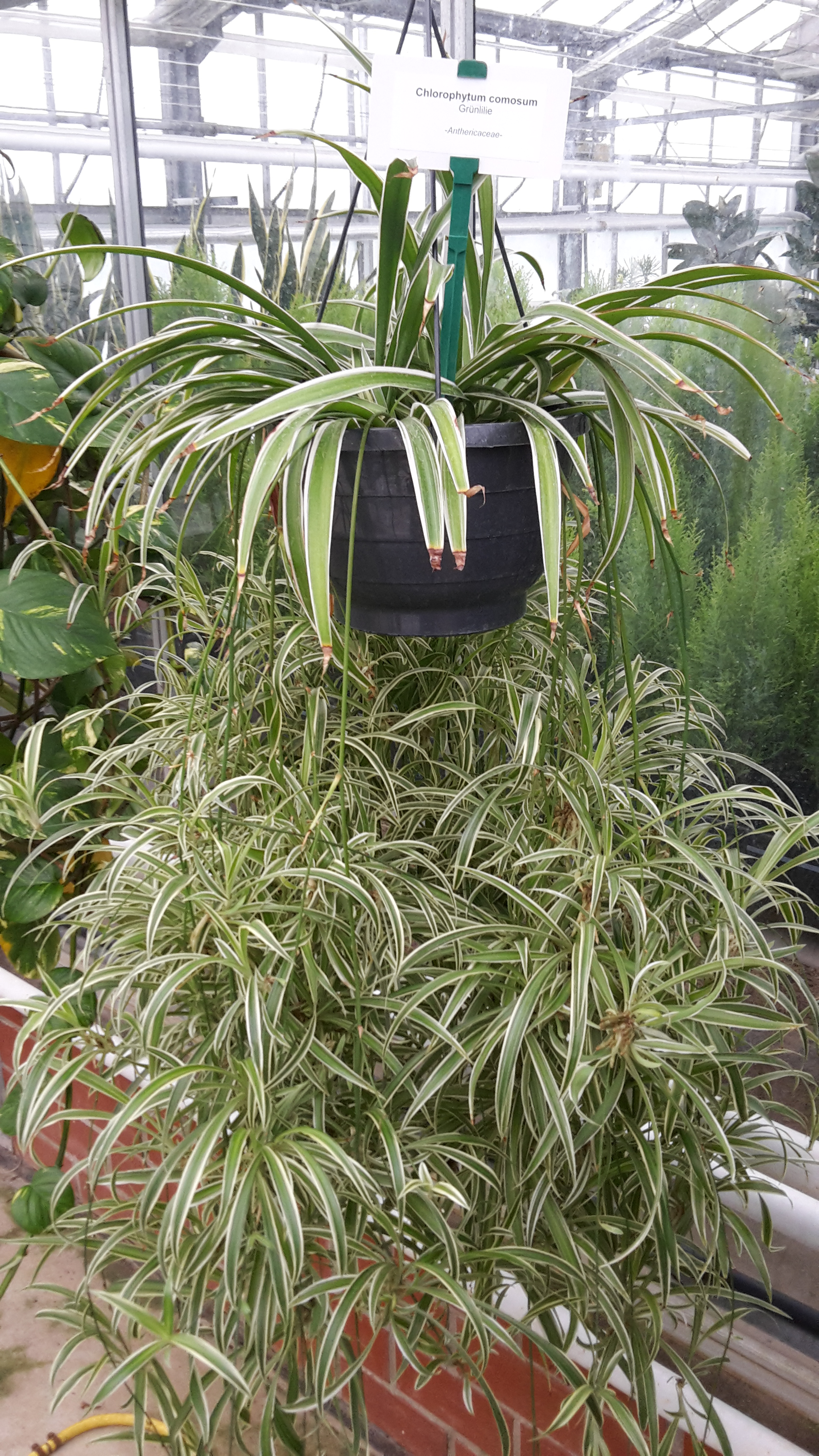
غيلان واحف "فاريغاتوم" في سلة معلقة تظهر النبيتات

النبيتة Plantlet هي نبتة صغيرة تنتج على حواف الأوراق أو السيقان الهوائية لنبات آخر. العديد من النباتات مثل نباتات العنكبوت تخلق بشكل طبيعي رئد مع نباتات على نهاياتها كشكل من أشكال التكاثر اللاجنسي.  قد تشكل التكاثر الخضري أو قصاصات النباتاتالناضجة نباتات صغيرة.  مثال طحلبية القبعة المكسيكية .  تتكاثر العديد من النباتات عن طريق التخلص من براعم طويلة يمكن أن تنمو لتصبح نباتات جديدة.  يبدو أن طحلبية القبعة المكسيكية فقدت قدرتها على التكاثر الجنسي وصنع البذور ، لكنها نقلت جزءًا على الأقل من عملية تكوين الأجنة الى الأوراق لصنع النبيتات.

## انظر ايضا
- تكاثر لاإخصابي
- إكثار النبات
- تكاثر النبات